# Yamamoto Circuit Cambodia
Der Yamamoto Circuit Cambodia ist Kambodschas erste Motorsport-Rennstrecke und liegt 2 km südlich von Saen Dei im Bezirk Samraong Tong, in der Provinz Kampong Speu, etwa 40 km südwestlich von Phnom Penh.
Der Bau wurde im Januar 2019 begonnen und die Eröffnung erfolgte Ende 2019.